# محمد بن شداد
محمد بن شداد بن قرطق هو أمير كردي ومؤسس السلالة الشدّادية في منطقة أران الواقعة حاليًا في أذربيجان. استولى على مدينة دبيل الواقعة في محافظة أرارات الأرمنية من بنو سلار عام 951. ويروي منجم باشي أن محمد قد استولى على المدينة دون إراقة دماء وسكانها سلموا مدينتهم إليه طواعية حتى يحميها من هجمات الديلم.
يقول المؤرخ والمستشرق الروسي فلاديمير مينورسكي في كتابه دراسات في تاريخ القوقاز "لم تكن لمحمد بن شداد أي صلة مباشرة بالروّاديون على الرغم من أنه كان كرديًا."، ويقول إن ربط الشداديون بالرواديون زلة من الناسخ الذي خلط بينهم بسبب تشابه الاسمين في الكتابة العربية.